# Андабекова Бактагуль
Бактагуль Андабекова (1899, кишлак Чонур, тепер Таласької області, Киргизстан — ?) — радянська киргизька діячка, завідувачка фермами колгоспу «Узгоруш» Будьонновського району Таласької області Киргизької РСР. Депутат Верховної ради СРСР 2-го скликання.

## Життєпис
Народилася в бідній селянській родині. До 1930 року працювала в господарстві батька, а потім — чоловіка. 
У 1930 році разом із чоловіком вступила до колгоспу «Узгоруш» Будьонновського району Киргизької АРСР.
З 1938 року — завідувачка тваринницької (молочно-товарної) ферми, а потім також і конярської та вівчарської ферм колгоспу «Узгоруш» Будьонновського району Таласької області Киргизької РСР. Досягала значних успіхів у збільшенні поголів'я худоби та розвитку тваринництва в колгоспі.
Член ВКП(б) з 1939 року.
Працювала секретарем первинної партійної організації колгоспу «Узгоруш» Будьонновського району Таласької області Киргизької РСР.
Подальша доля невідома.